# Флорантен-ла-Капель
Флоранте́н-ла-Капе́ль (фр. Florentin-la-Capelle, окс. Florentinh) — коммуна во Франции, находится в регионе Окситания. Департамент — Аверон. Входит в состав кантона Сент-Аман-де-Кот. Округ коммуны — Родез.
Код INSEE коммуны — 12103.
Коммуна расположена приблизительно в 470 км к югу от Парижа, в 150 км северо-восточнее Тулузы, в 32 км к северу от Родеза.

## Население
Население коммуны на 2008 год составляло 328 человек.
| 1962 | 1968 | 1975 | 1982 | 1990 | 1999 | 2008 |
| ---- | ---- | ---- | ---- | ---- | ---- | ---- |
| 401  | 532  | 468  | 434  | 401  | 373  | 328  |

## Экономика
В 2007 году среди 197 человек в трудоспособном возрасте (15—64 лет) 131 были экономически активными, 66 — неактивными (показатель активности — 66,5 %, в 1999 году было 69,9 %). Из 131 активных работали 120 человек (65 мужчин и 55 женщин), безработных было 11 (7 мужчин и 4 женщины). Среди 66 неактивных 14 человек были учениками или студентами, 36 — пенсионерами, 16 были неактивными по другим причинам.